# Casa de Julián Argos
La Casa de Julián Argos es un edificio modernista situado en la calle Antonio Falcón de la ciudad española de Melilla que forma parte del Conjunto Histórico Artístico de la Ciudad de Melilla, un Bien de Interés Cultural.

## Historia

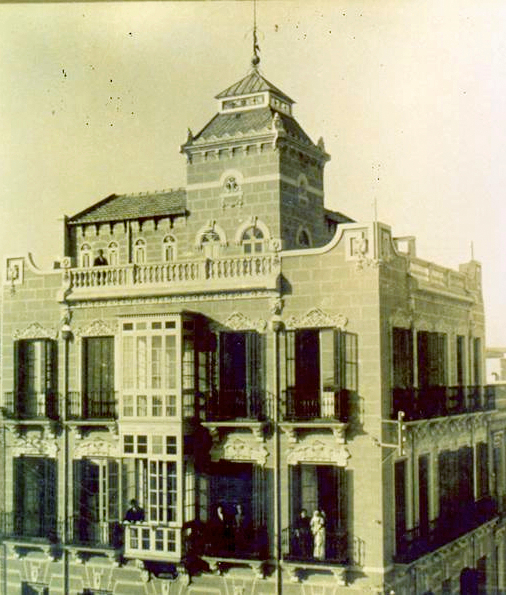

Fue construido en 1907 según proyecto del ingeniero militar Droctoveo Castañón Reguera, 30 de abril y ampliado en 1915 según proyecto del también ingeniero militar, Emilio Alzugaray, 27 de abril a principios del siglo XX para Julián Argos.

## Descripción
Está construido con paredes de mampostería de piedra local y ladrillo macizo, con vigas de hierro y bovedillas del mismo ladrillo. Consta de planta baja y dos plantas, más los cuartillos de la azotea, que antaño contaban con un bello tejado a dos aguas, hoy perdido. En él destaca su fachada principal, con el mirador central de dos plantas, hoy con carpintería de aluminio, que se encuentra encima de la puerta de entrada y flanqueado por balcones con rejerías que se extienden por las dos plantas y cuyas ventanas llevan molduras sobre dinteles.